# زاتونگه
زاتونگه (به صربی: Zatonje) یک منطقهٔ مسکونی در صربستان است که در ولیکو گردیشت واقع شده‌است. زاتونگه ۷۴۹ نفر جمعیت دارد.